# 拉哈诺亚
拉哈诺亚 （1933年6月1日—2020年12月18日），马来西亚第二任首相阿都拉萨的妻子、第六任首相纳吉·阿都拉萨的母親。

## 相关事件

### 搜查住宅事件
2018年9月20日，警方突击搜查纳吉母亲拉哈诺雅位于吉隆坡伊顿路的住宅。消息指出，本次行动是由武吉阿曼商业罪案调查组（CCID）与反洗钱、反恐融资及非法活动收益单位（AML) 合作展开：
|  | 搜查团队接获武吉阿曼商业罪案调查组通报，指纳吉在该住宅藏有一定数额的现款。于是，便从昨日开始计划搜查拉哈诺雅住宅。 |

|  | 相关现款相信是与一马公司有关。不过，他们没有发现要找的东西，而倍感失望。 |

较早前，纳吉被控多达25项控罪，累计3次的上庭提控，面对了32项罪名。反贪会副主席阿占·巴基随后指出，不排除接下来还会有更多提控。

## 逝世
2020年12月18日，拉哈诺亚在吉隆坡太子阁专科医院（Prince Court Medical Centre）病逝，享寿87岁，被安葬于国家回教堂英雄墓园。马来西亚前首相马哈迪·莫哈末形容她是一名贤内助，在其丈夫敦阿都拉萨在位首相期间给予不少帮助，马哈迪在夫人茜蒂哈斯玛及儿子慕克里·马哈迪的陪同下，送拉哈诺亚最后一程。

## 评价
马来西亚前首相马哈迪·莫哈末：“她属于（马来西亚）独立世代，现在不多来自独立世代的人仍活著，她可能是最后一位。当敦阿都拉萨成为第二任首相时，她帮助了他。”